# Date Masamune
Date Masamune (伊達 政宗?   5 de septiembre de 1567 – 27 de junio de 1636) fue un samurái y daimyō japonés del período Azuchi-Momoyama y comienzos del periodo Edo. Heredero de una poderosa línea de daimyō de la Región Tohoku, fundó la ciudad de Sendai.
Excelente táctico militar, era identificado popularmente por la falta de un ojo, llamándosele comúnmente "Dragón de un solo ojo" (独眼竜 dokuganryū?).

## Contexto

Emblema del clan Date.

El clan Date fue fundado en los inicios del período Kamakura por Isa Tomomune, que originalmente llegó del Distrito Isa de la provincia de Hitachi (hoy Prefectura de Fukushima). La familia tomó el apellido del Distrito Date de la provincia de Mutsu, el cual le había sido concedido como premio a Isa Tomomune por Minamoto no Yoritomo, el primer shogun Kamakura por su participación en las Guerras Genpei (1180-1185) además de su apoyo en su lucha de poder contra su hermano Minamoto no Yoshitsune.
Date Masamune era el hijo mayor de Date Terumune. Nació en el Castillo Yonezawa el 5 de septiembre de 1567. A la edad de 14 años, Masamune lideró su primera campaña, ayudando a su padre a luchar en contra de la familia Sōma. A la edad de 18 años, Masamune sucedió a su padre en la jefatura de la familia cuando Terumune decidió retirarse del puesto de daimyō.

## Edad Adulta
Masamune es reconocido fácilmente entre otros daimyō de su época por algunos signos característicos. Entre ellos se distinguían su particular casco en forma de luna creciente, el cual le daba un aire de fiereza, y la carencia de su ojo derecho. Los motivos por los cuales perdió el ojo no están del todo claros. Algunas fuentes aseguran que la viruela que contrajo de niño fue la causante de la pérdida de la vista sin embargo eso aún deja la duda de como perdió el órgano completo.

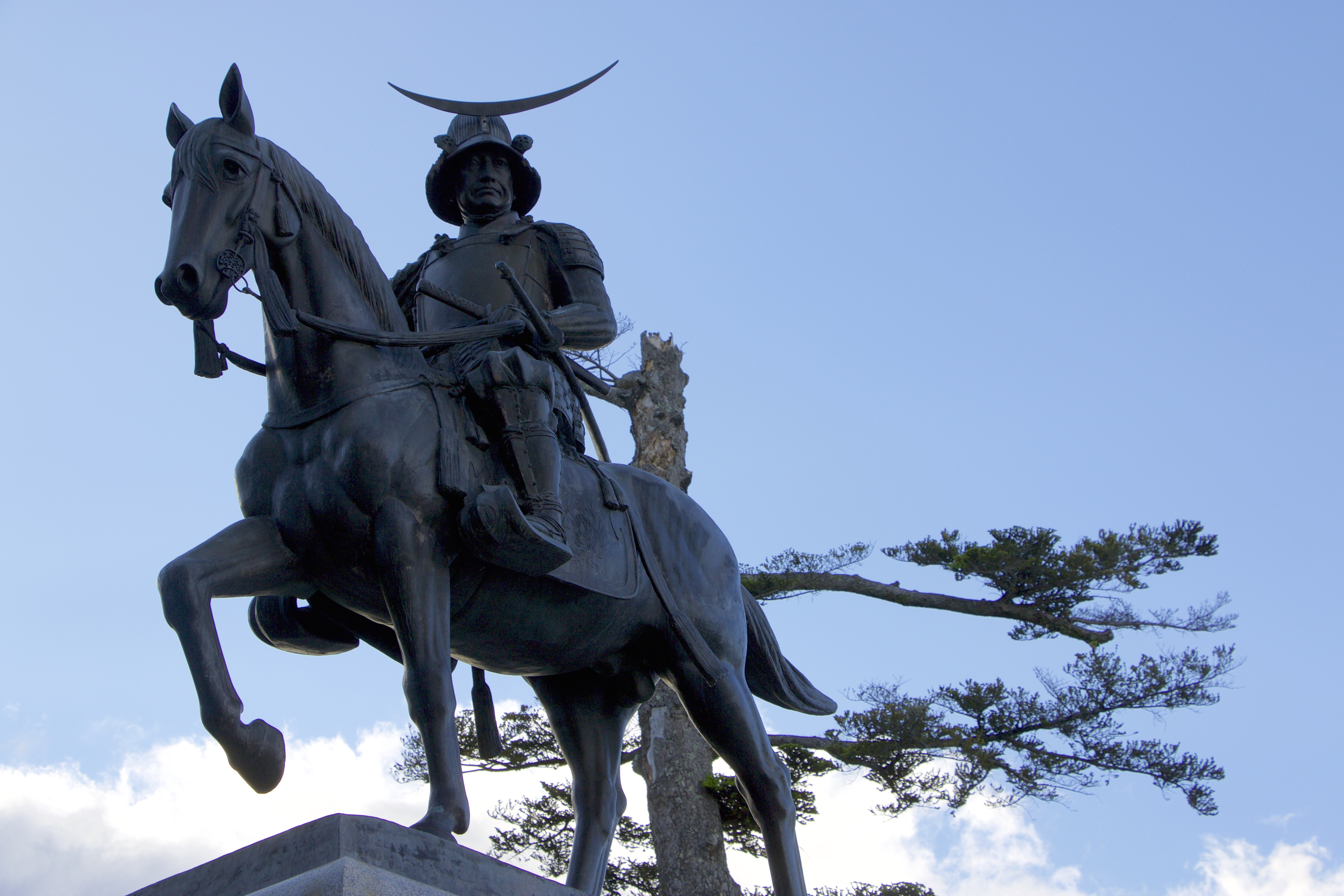
Estatua de Date Masamune en Sendai.

Por causa de la pérdida del ojo, su madre aseguraba que él sería incapaz de llevar el mando del clan e incluso favoreció a su hermano más pequeño como el posible sucesor.
El clan Date había construido alianzas con los clanes vecinos por medio de matrimonios arreglados en generaciones anteriores, sin embargo, existieron numerosas disputas por la posesión de las tierras durante los siglos XV y XVI.
Casi inmediatamente después de la sucesión de Masamune, uno de sus principales generales, Ōuchi Sadatsuna, se alió al clan Ashina de la región Aizu. Masamune le declaró la guerra a Ashina por su traición, pero su ejército fue detenido por el general de Ashina Iwashiro Morokuni obligando a Masamune a retirarse de su campaña. Masamune tomó el control del Castillo Obama después de este incidente.
Con el ascenso de Masamune, las relaciones amigables que en un pasado se habían cosechado fueron hechas a un lado y comenzó a atacar e invadir las tierras de los alrededores. Impactados por la rudeza con que Masamune se guiaba, la familia Hatakeyama intentó convencer a Terumune de que detuviera las campañas militares de su hijo. En una comida donde fue invitado, Terumune aseguró que él no era capaz de controlar a su hijo. En un acto de desesperación, la familia secuestró a Terumune y trataron de llevárselo. Masamune se encontraba de cacería cuando le llegaron las noticias del secuestro. Cuando él y sus hombres dieron alcance a los secuestradores, estos estaban por cruzar un río. Terumune ordenó a los hombres de su hijo que mataran a todos los enemigos, no importando que él mismo fuera sacrificado. Los hombres de Masamune hicieron tal y como se les había ordenado y mataron a todos incluyendo a Terumune. Masamune continuó la guerra y torturó y mató a las familias de los secuestradores de su padre.
Después de vencer a los Ashina en 1589, Aizu se convirtió en su base de operaciones.
Las relaciones con su madre fueron degenerándose cada vez más. Yoshihime le insistió a Masamune que renunciara y dejara que su segundo hijo, Kojiro, le sucediera en el liderazgo. De acuerdo a algunos historiadores, su madre intentó envenenarlo una noche mientras le servía la cena, por lo que Masamune mató a su propio hermano. Después de esta tragedia su madre huyó hacia la casa de su hermano, con el clan Mogami.
En 1590, Toyotomi Hideyoshi ordenó el Asedio del Castillo Odawara y llamó a los daimyō de Tohoku a que se unieran a su campaña. Aunque Masamune rechazó la oferta en un principio, no tenía opción pues ya para ese entonces Hideyoshi era el virtual gobernante de Japón. El retraso de Masamune enfureció a Hideyoshi. Esperando ser ejecutado y vistiendo sus mejores ropas, se presentó ante el enfurecido Hideyoshi sin mostrar miedo alguno. Hideyoshi decidió perdonar su vida y no causar más conflictos. Después de servir a Hideyoshi por algún tiempo, recibió el Castillo Iwatesawa y las tierras de su alrededor como su dominio. Masamune se fue a habitar allí en 1591, reconstruyó el castillo y lo renombró como Castillo Iwadeyama. Masamune se estableció en Iwadeyama por 13 años y convirtió la región en uno de los principales centros políticos y económicos del país. Date y sus hombres sirvieron con distinción durante las invasiones japonesas a Corea.
Después de la muerte de Hideyoshi, Masamune le brindó su apoyo a Tokugawa Ieyasu.
Ieyasu premió a Masamune con el gran dominio Sendai, lo que convirtió a Masamune en uno de los daimyō más poderosos de todo el país. Tokugawa le había prometido a Masamune un dominio de un millón de koku, pero incluso con la implementación de diversas mejoras, la tierra sólo producía 640,000 koku, el cual se utilizaba principalmente para alimentar a la gente de la región de Edo. En 1604, Masamune y 52,000 de sus vasallos se trasladaron al pequeño pueblo pesquero de Sendai, el cual transformaría en una gran y próspera ciudad.

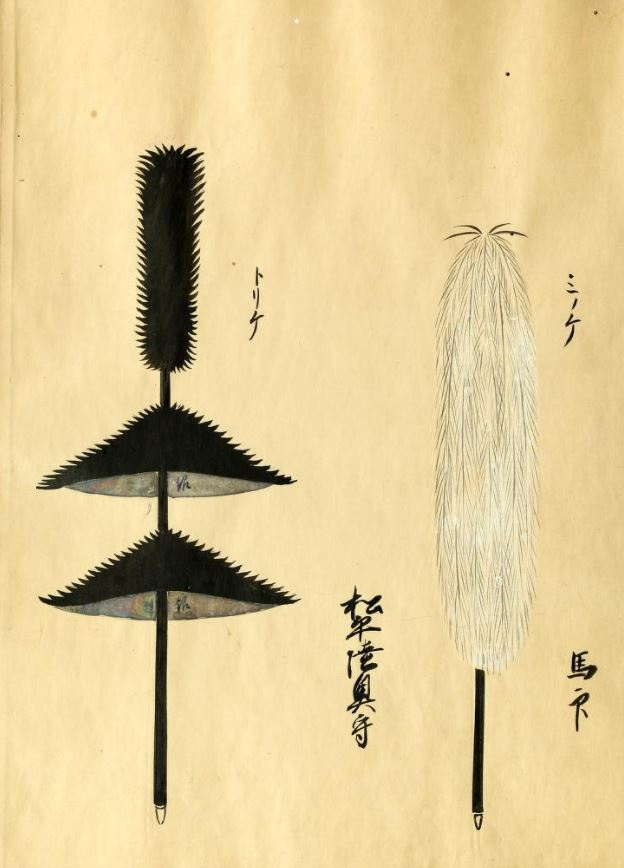
Uma-jirushi de Date Masamune (á la izquierda)

Aunque Masamune era promotor de las artes y simpatizaba con la causa extranjera, también era conocido por ser un daimyō agresivo y ambicioso.
Siendo Masamune una figura tan poderosa e influyente en Japón, es normal que aun sus aliados e incluso Tokuwaga Ieyasu lo vieran con recelo. Masamune siempre mostró lealtad en sus acciones.
Masamune tomó parte en las campañas en Corea de Hideyoshi así como en el asedio de Osaka. Cuando Tokugawa estaba en su lecho de muerte, Masamune acudió para leerle poesía Zen.

## Promotor de la cultura y la cristiandad

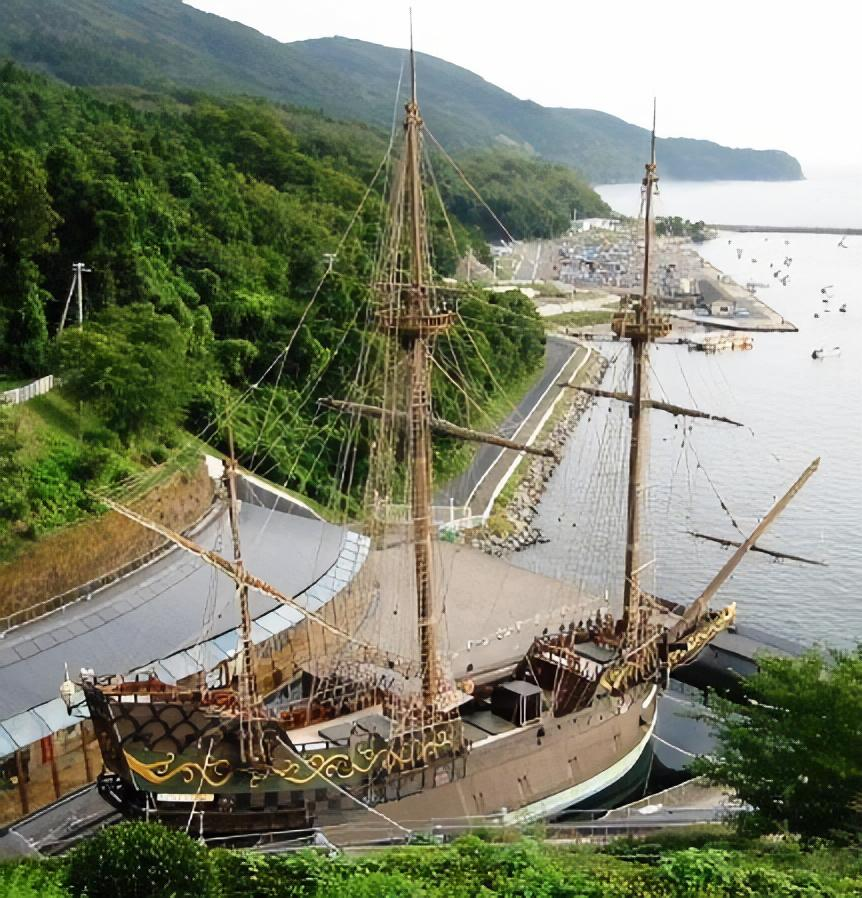
Replica del galeón conocido como Date Maru, o "Juan Bautista".

Masamune construyó muchos palacios y trabajó en varios proyectos para mejorar la región. Se le conoce también por alentar a los extranjeros a que visitaran su isla. Fundó y fomentó un comité para entablar relaciones con el jerarca de la Iglesia católica en Roma. Muchos piensan que esto se debe a que Masamune se había convertido al cristianismo secretamente, pero esto ha sido casi descartado por especialistas. Se cree que la motivación real de Masamune era el deseo de adquirir tecnología europea tal y como otros daimyō como Oda Nobunaga habían venido haciendo. Una vez que Tokugawa Ieyasu prohibió el cristianismo, Masamune tuvo que cambiar su actitud y aunque le disgustaba, tenía que permitir que Ieyasu persiguiera cristianos en su dominio. Algunos historiadores aseguran que la hija de Masamune, Iroha, se había convertido al cristianismo.
Masamune mostró simpatía por los misioneros cristianos así como por los comerciantes en Japón. Además de que les permitía predicar en su provincia, liberó al misionero prisionero de Ieyasu Luis Sotelo. Masamune permitió después que el y otros misioneros predicaran y practicaran libremente su religión ganando conversos en Tohoku.
Uno de los logros más grandes de Masamune fue realizar una de las pocas travesías de diplomacia y exploración a tierras lejanas en este periodo. Ordenó la construcción del barco de exploración "Date Maru" conocido en español como “San Juan Bautista” utilizando técnicas de construcción europeas.

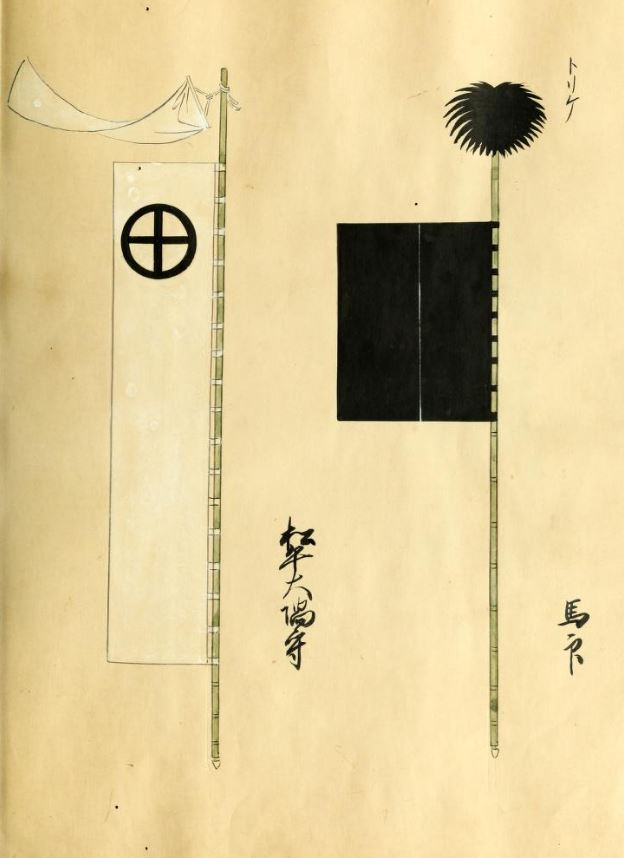
Uma-jirushi de Date Masamune (á la derecha)

Masamune envió a uno de sus principales colaboradores Hasekura Tsunenaga, a Sotelo y a una embajada de 180 personas más a entablar relaciones con el jerarca de la Iglesia católica en Roma. Esta expedición visitó también lugares como Filipinas, Nueva España y España, convirtiéndose en el primer viaje japonés alrededor del mundo. Anteriormente ninguna persona había tenido la fortuna de realizar esta travesía, por lo que seguramente fue el primer viaje exitoso de este tipo. Por lo menos cinco miembros de la expedición permanecieron en Coria del Río, en Sevilla, España para evitar la persecución de cristianos en Japón. En la actualidad, cientos de sus descendientes en España llevan el apellido “Japón”, como Juan Manuel Suárez Japón, exrector español de la UNIA, Marcelo Japón, CEO y cofundador de HJAPÓN o José Japón Sevilla, exárbitro y cónsul honorífico de Japón en Sevilla.

## Muerte
Masamune Date murió en 1636, respetado por todos como un administrador sabio y un sorprendente estratega militar. Dos años después de su muerte, surgió la Rebelión Shimabara, una rebelión de campesinos principalmente cristianos que habían sido perseguidos anteriormente, la cual duró aproximadamente un año sin que las fuerzas del shōgun pudieran reprimirla.

## Familia
- Padre
  - Date Terumune

- Madre
  - Yoshihime, hija de Mogami Yoshimori, daimyō de la provincia de Dewa

- Esposa
  - Megohime, hija de Tamura Kiyoaki propietario del Castillo Miharu en la provincia de Mutsu

- Hijos
  - Date Hidemune (1591–1658)
  - Irohahime (1594–1661)
  - Date Tadamune (1599–1658)
  - Date Munekiyo (1600–1634)
  - Date Muneyasu (1602–1639)
  - Date Munetsuna (1603–1618)
  - Date Munenobu (1603–1627)
  - Date Munetaka (1607–1626)
  - Mūhime (1608-1683)
  - Takematsumaru
  - Date Munezane (1613–1665)
  - Minehime (1616-1632)
  - Date Munekatsu (1621–1679)
  - Sengikuhime(1626–1655)